# アルピーヌF1
アルピーヌF1（Alpine F1）は、フランスの自動車ブランド「アルピーヌ」の名を冠したF1コンストラクター。前身ルノーF1チームから改称し、リニューアルして誕生した。運営はアルピーヌ・レーシング Ltd.。
2025年現在のエントリー名は『BWT・アルピーヌ・フォーミュラワン・チーム』（BWT Alpine Formula One Team）。

## 概要
2020年まで「ルノーF1チーム」として参戦していたフランスの自動車メーカー・ルノーは、翌2021年シーズンより傘下の自動車メーカー・アルピーヌの名を冠した『アルピーヌF1チーム』にコンストラクターの改変を発表。運営をルノー・スポールからアルピーヌ・レーシング・リミテッド（アルピーヌ・カーズ）に改称し、ルノー・スポール会長ジェローム・ストールは退任、チーム代表だったシリル・アビテブールも解任して組織を一新した。
設立初期の人事ではアルピーヌ本社のCEO（当時）ローラン・ロッシが指揮を執り、ダビデ・ブリビオ（元スズキMotoGPチーム代表）やオトマー・サフナウアー（元レーシング・ポイントおよびアストンマーティンF1チーム代表）らを招聘するなど有力な幹部を配置。車体やエンジン製造それぞれにテクニカルディレクターを配して、より効率的な分業化を強めている。
なおパワーユニットを供給しているアルピーヌ・レーシング社（Alpine Racing SAS）は、フランス・ヴィリー＝シャティヨンに所在。かつてのルノー・スポールのエンジン開発部門であり、1970年代からエンジン・パワーユニットの開発を担当している。イギリス・エンストンでチーム運営、F1車両の車体を開発しているアルピーヌ・レーシング社（Alpine Racing Ltd.。かつてのベネトン・ルノーF1チーム・ロータスF1チーム）とは法人として別会社となっている。
他の有力チーム同様、自社傘下のドライバー育成組織としてアルピーヌ・アカデミーを持つが、近年は育成ドライバーが他チームに流出するケースが多く（オスカー・ピアストリ/周冠宇など）、運営体制が問題となっている。

## シーズン

### 2021年
今シーズンよりアルピーヌF1チームとして参戦。ドライバーは残留するエステバン・オコンと、今季からF1に復帰するフェルナンド・アロンソ。
オコンが、第11戦ハンガリーGPでルイス・ハミルトンを抑えて自身とチームの初優勝を飾った。

### 2022年
メインスポンサーとして、前年までアストンマーティンF1のスポンサーだった、オーストリアのBWTを迎える。それに伴いエントリー名も「BWT・アルピーヌF1チーム」となった。アストンマーティンF1からは他にもオトマー・サフナウアーが移籍しチーム代表となる一方で、エグゼクティブディレクターのマルチン・ブコウスキー、アドバイザーのアラン・プロストらが離脱するなど、チーム首脳陣の入れ替えが進んだ。
シーズン半ばにはアロンソが同年末でチームを離脱しアストンマーティンに移籍する意向を発表。それに伴いチームは育成ドライバーのオスカー・ピアストリの昇格を一度は発表するものの、ピアストリは「アルピーヌF1とは有効なドライバー契約を結んでいない」としてマクラーレンと契約済みであることを発表した。最終的に同年9月、国際自動車連盟（FIA）のドライバー契約承認委員会（CRB）が「ピアストリとマクラーレンとの契約が有効である」と認めたため、チームは代わりのドライバー探しを余儀なくされる。結局チームは、既にアルファタウリとの契約延長を発表済みであったピエール・ガスリーを引き抜くことを決め、同年10月にガスリーとの複数年契約を公表した。

### 2023年
ドライバーはオコンが残留し、アルファタウリから移籍のガスリーとコンビを組む。しかし成績は中位から抜け出せない状況が続く。
6月、アメリカの投資家グループに、アルピーヌF1チームを運営するアルピーヌ・レーシング・リミテッドの株式の24%を売却し、2億ユーロ（約312億円）の出資を受けることを発表した。なお、今回の投資家グループによる出資はイギリス・エンストンのアルピーヌ・レーシング・リミテッドに対してのみであり、フランスでF1パワーユニットの製造を手がけるアルピーヌ・レーシングSASは引き続き、ルノーグループが株式の100%を保有する。
7月に入ると、チームは矢継ぎ早に体制変更を発表する。7月10日にはアルピーヌのモータースポーツ担当副社長にブルーノ・ファミンが就任。続く7月21日にはアルピーヌ本社のCEOがローラン・ロッシからフィリップ・クリーフに交代することが発表され、さらにその翌週の7月28日にはチーム代表のサフナウアー、スポーティングディレクターのアラン・バーメイン、最高技術責任者（CTO）のパット・フライの3人がベルギーGP後に退任することも明らかにされた。後任の暫定チーム代表にはファミンが就く。

### 2024年
ドライバーはオコンとガスリーが残留。新車A524の重量過多とルノーPUのパワー不足、そして後述するチーム体制の混乱により開幕から不振が続いていたが、第21戦サンパウロGPでオコンとガスリーが雨絡みの混乱をかいくぐってダブル表彰台を獲得してからチームは勢いづき、終盤2戦にガスリーが入賞してランキング6位を確保した。最終戦アブダビGPを前にオコンとの契約を解除し、翌年のレギュラードライバー契約を結んでいたリザーブドライバーのジャック・ドゥーハンを一足早くF1デビューさせた。
この年もチーム体制の変更が相次いだ。5月、空席だった技術部門のトップに、元フェラーリのエンジニアで3月にマクラーレンを離脱したばかりのデビッド・サンチェスが就任することを発表。新設される「エグゼクティブ・テクニカル・ディレクター」として、パフォーマンス、エンジニアリング、エアロダイナミクスの3部門を統括する立場となる。6月、前身のベネトンやルノーでチーム代表を務めたフラビオ・ブリアトーレがエグゼクティブ・アドバイザーとして15年ぶりの古巣復帰を果たした。7月、暫定的にチーム代表を務めていたブルーノ・ファミンが8月末にその座を退くことが発表された。後任はFIA F2選手権やFIA F3選手権などに参戦しているハイテック・グランプリのオーナーで36歳のオリバー・オークスが務める。
7月に入り、2026年以降に使用される新パワーユニット（PU）の開発から撤退し、2026年からはメルセデス製PUのカスタマー供給を受ける方針が度々報じられ、7月23日にはル・フィガロが「ヴィリー＝シャティヨンにあるPU部門の従業員に対し、新PUの開発中止決定が伝えられた」と報じた。その後PU開発継続を望む従業員によるストライキなどの動きもあったものの、結局9月30日に「2025年限りで自社PUの開発・製造を終了し、2026年シーズンからは他社からPUの供給を受ける」ことを正式に発表した。なおヴィリー＝シャティヨンのファクトリーは「ハイパーテック・アルピーヌ」と名前を改め、次世代技術の開発拠点として再編される。11月12日、メルセデスのPUとギアボックスを2026年から使用すると発表した。

### 2025年
ドライバーはガスリーとドゥーハンの2人がレギュラードライバーを務める。またリザーブドライバーとしてフランコ・コラピント、ポール・アロン、平川亮と契約を結んだ（なお平川は同年4月に離脱しハースに移籍した）。また、従来燃料・オイル類を供給してきたBP・カストロールがアウディF1（ザウバー）と組むことになり、2月にはイタリアのEni(かつてのアジップ)との提携を発表し、2026年以降同社から再生可能燃料の供給を受けることとなった。メルセデスPUで通常使われるペトロナス製燃料ではなく、独自の燃料を使用することで優位性を確保する狙いと見られる。
第7戦エミリア・ロマーニャGPからはドゥーハンに代わり、コラピントが第11戦オーストリアGPまで出場予定。また5月6日にはオリバー・オークスがチーム代表を辞任し、当面の間ブリアトーレが職務を代行することも公表された。

## 車両ギャラリー
パワーユニット型（2021年）

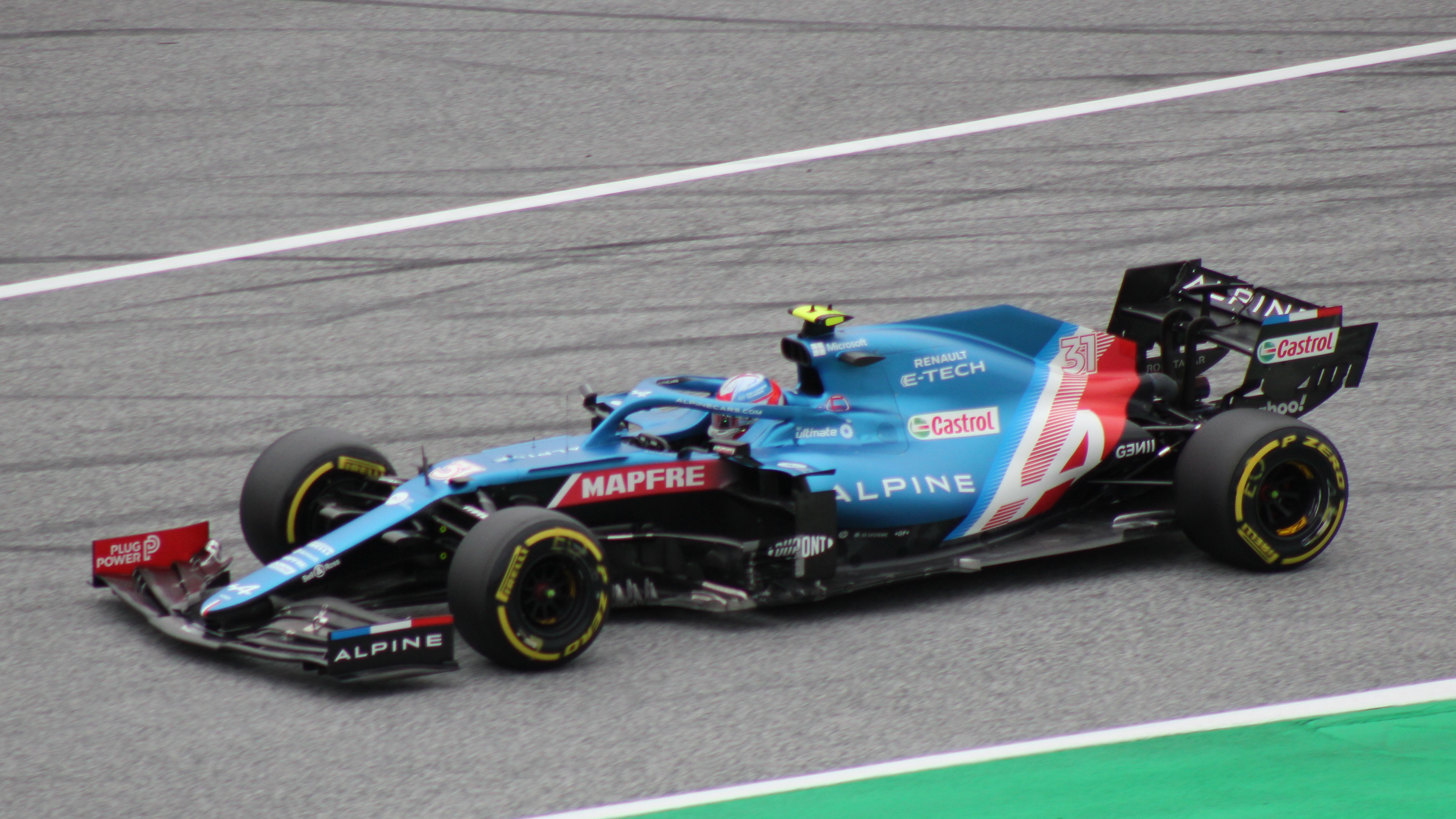
A521 ルノー

グラウンドエフェクト型（2022年 - ）

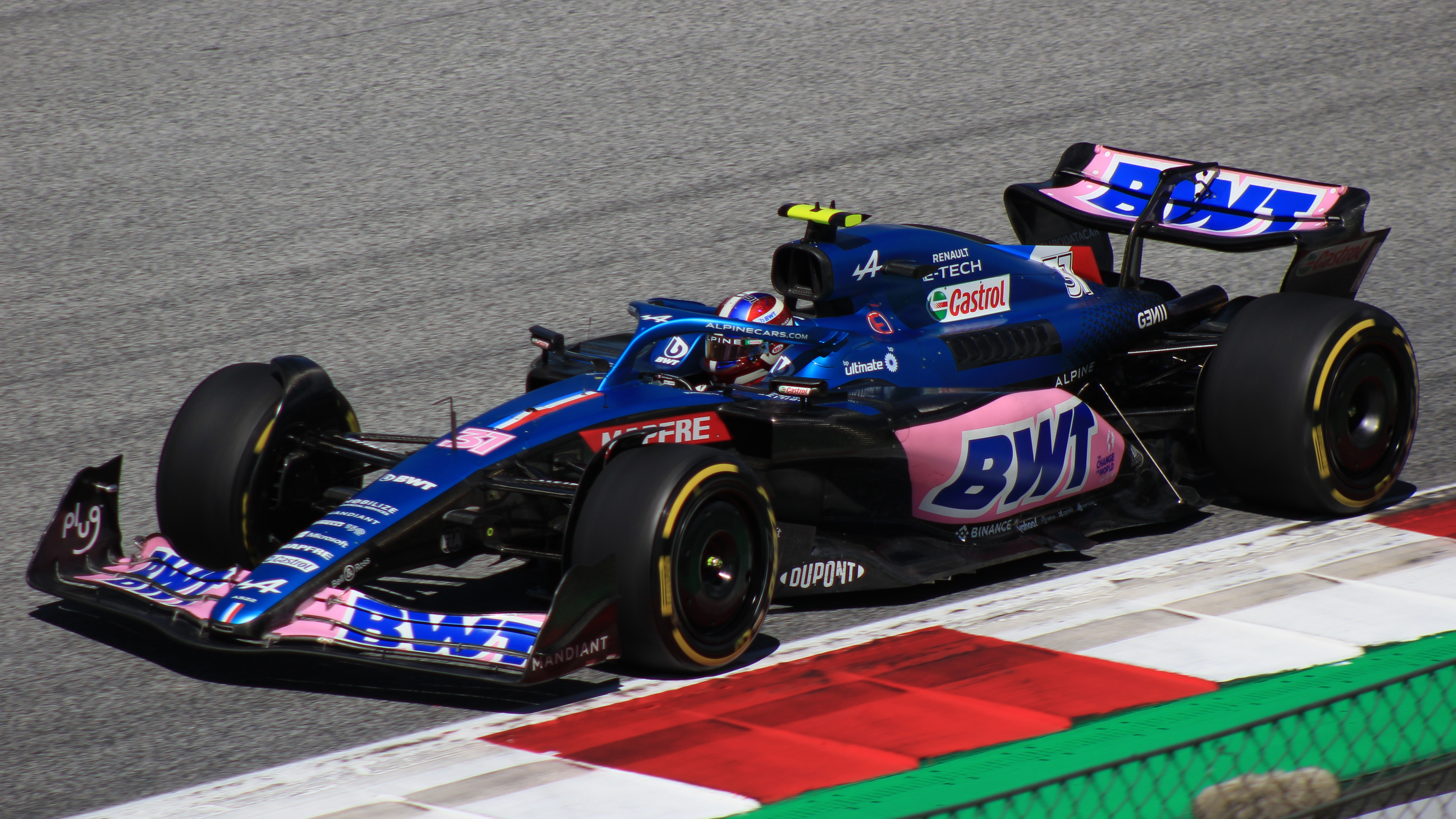
A522 ルノー
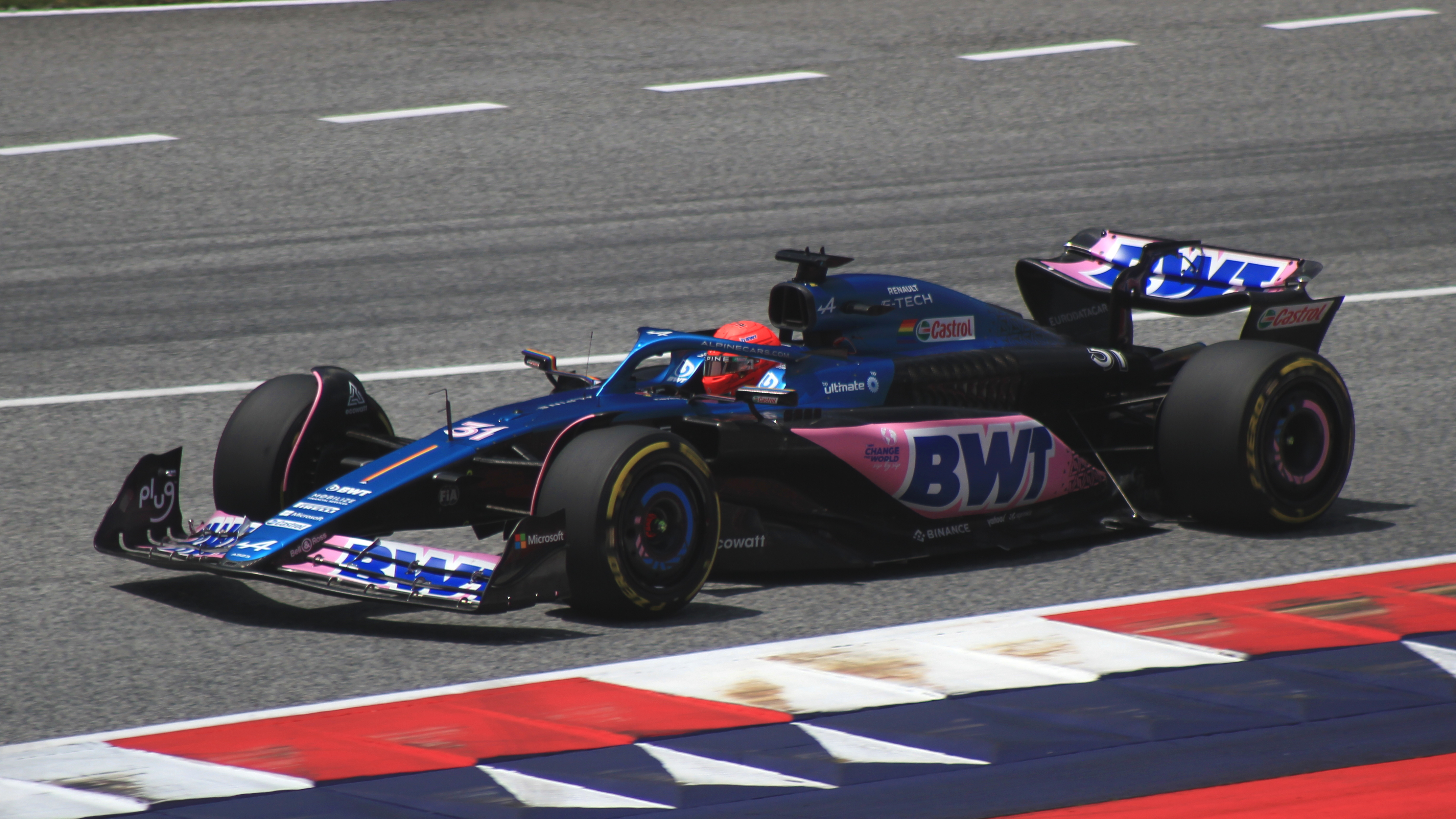
A523 ルノー
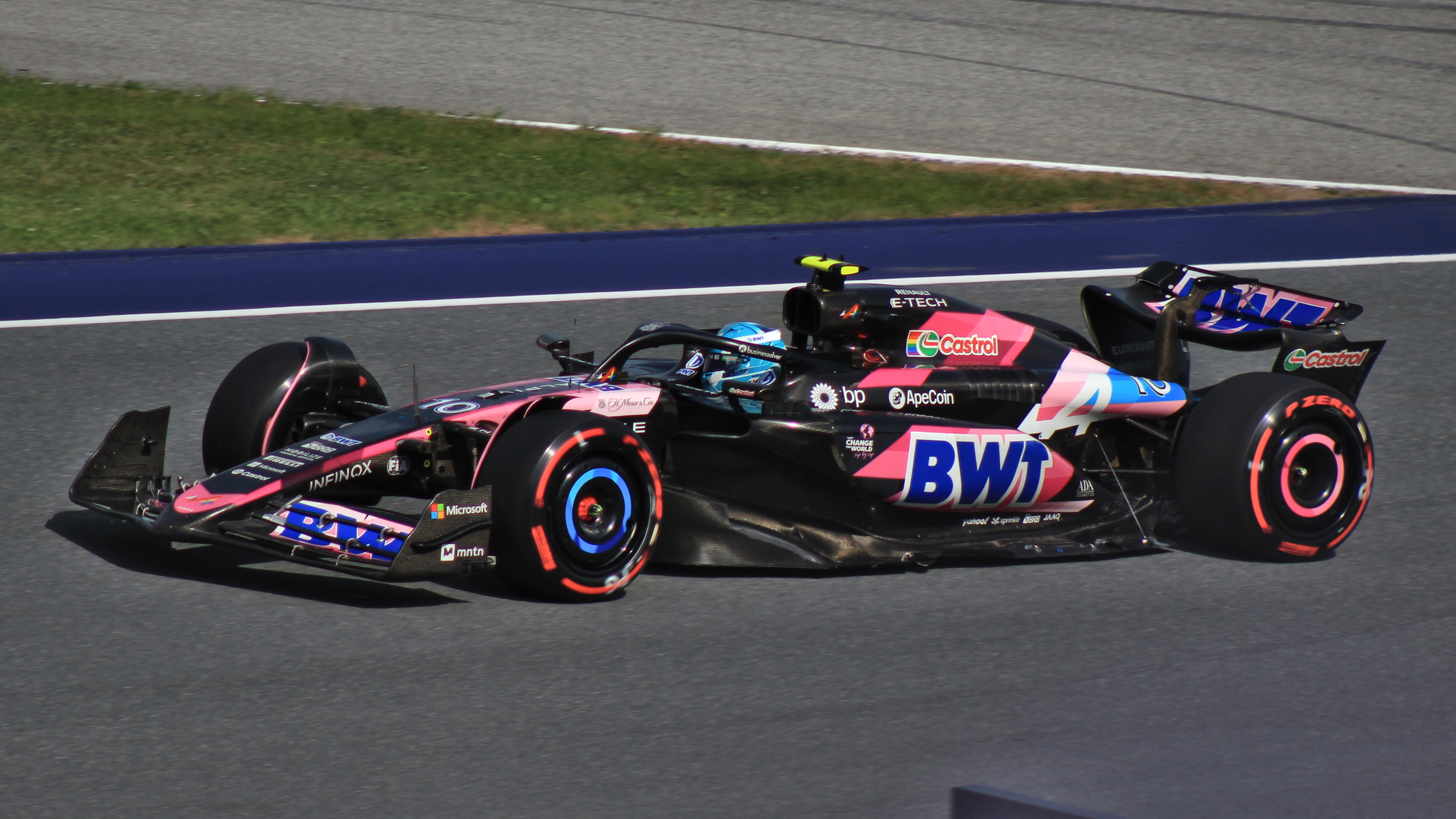
A524 ルノー
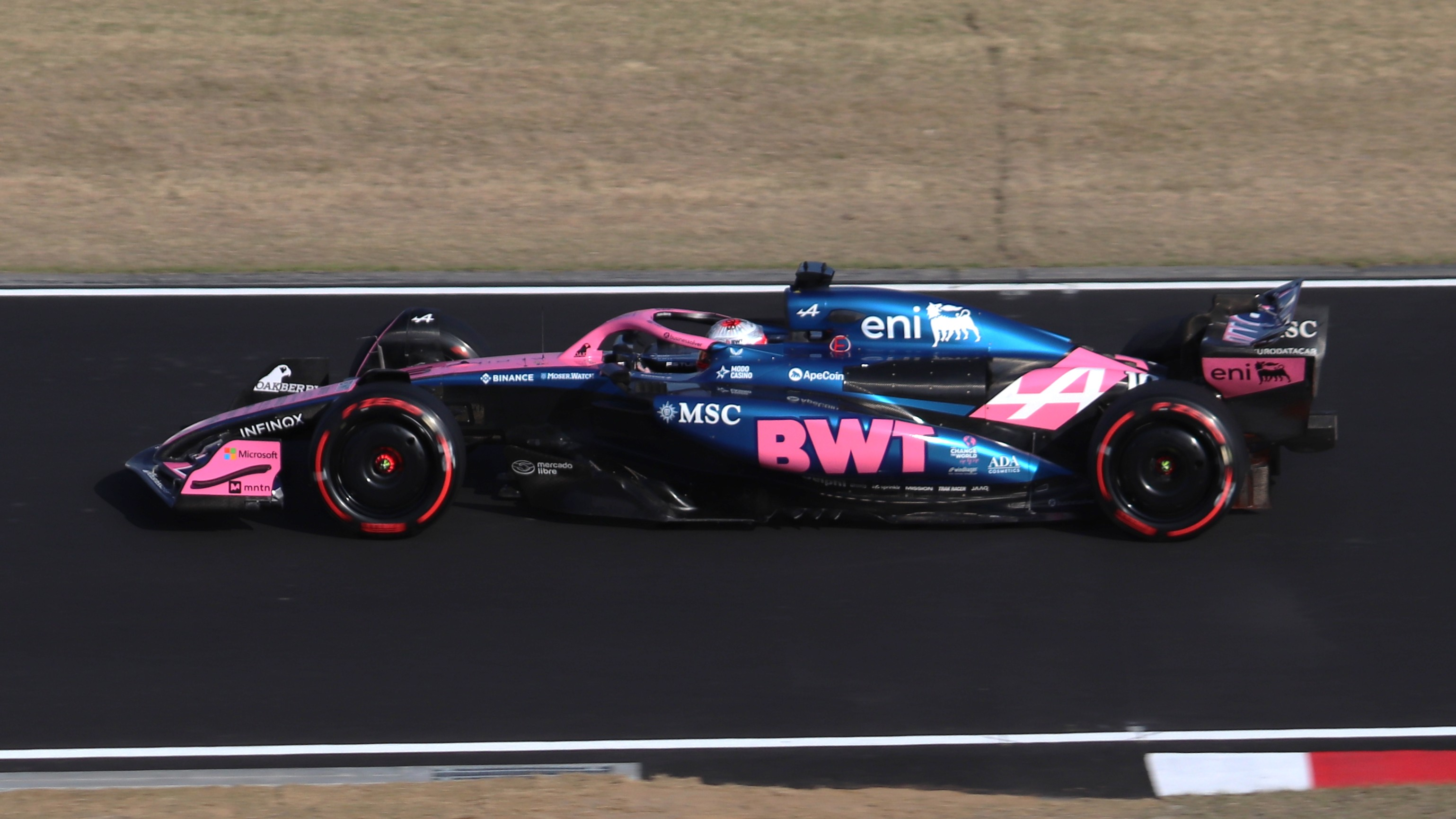
A525 ルノー

## 戦績
| 年   | シャシー | パワーユニット               | タイヤ | No. | ドライバー | 1   | 2     | 3   | 4    | 5    | 6     | 7   | 8   | 9   | 10   | 11    | 12  | 13    | 14   | 15  | 16  | 17  | 18   | 19    | 20  | 21   | 22  | 23    | 24  | Pts. | WCC   |
| ---- | -------- | ---------------------------- | ------ | --- | ---------- | --- | ----- | --- | ---- | ---- | ----- | --- | --- | --- | ---- | ----- | --- | ----- | ---- | --- | --- | --- | ---- | ----- | --- | ---- | --- | ----- | --- | ---- | ----- |
| 2021 | A521     | ルノー E-Tech 20B 1.6L V6 t  | P      |     |            | BHR | EMI   | POR | ESP  | MON  | AZE   | FRA | STY | AUT | GBR  | HUN   | BEL | NED   | ITA  | RUS | TUR | USA | MXC  | SAP   | QAT | SAU  | ABU |       |     | 155  | 5位   |
| 2021 | A521     | ルノー E-Tech 20B 1.6L V6 t  | P      | 14  | アロンソ   | Ret | 10    | 8   | 17   | 13   | 6     | 8   | 9   | 10  | 7    | 4     | 11  | 6     | 811  | 6   | 16  | Ret | 9    | 912   | 3   | 18   | 8   |       |     | 155  | 5位   |
| 2021 | A521     | ルノー E-Tech 20B 1.6L V6 t  | P      | 31  | オコン     | 13  | 9     | 7   | 9    | 9    | Ret   | 14  | 14  | Ret | 910  | 1     | 7‡  | 9     | 1013 | 14  | 10  | Ret | 14   | 89    | 5   | 4    | 9   |       |     | 155  | 5位   |
| 2022 | A522     | ルノー E-Tech RE22 1.6L V6 t | P      |     |            | BHR | SAU   | AUS | EMI  | MIA  | ESP   | MON | AZE | CAN | GBR  | AUT   | FRA | HUN   | BEL  | NED | ITA | SIN | JPN  | USA   | MXC | SAP  | ABU |       |     | 173  | 4位   |
| 2022 | A522     | ルノー E-Tech RE22 1.6L V6 t | P      | 14  | アロンソ   | 9   | Ret   | 17  | Ret9 | 11   | 9     | 7   | 7   | 9   | 5    | 10DNS | 6   | 8     | 5    | 6   | Ret | Ret | 7    | 7     | 19† | 518  | Ret |       |     | 173  | 4位   |
| 2022 | A522     | ルノー E-Tech RE22 1.6L V6 t | P      | 31  | オコン     | 7   | 6     | 7   | 1416 | 8    | 7     | 12  | 10  | 6   | Ret  | 56    | 8   | 9     | 7    | 9   | 11  | Ret | 4    | 11    | 8   | 817  | 7   |       |     | 173  | 4位   |
| 2023 | A523     | ルノー E-Tech RE23 1.6L V6 t | P      |     |            | BHR | SAU   | AUS | AZE  | MIA  | EMI   | MON | ESP | CAN | AUT  | GBR   | HUN | BEL   | NED  | ITA | SIN | JPN | QAT  | USA   | MXC | SAP  | LVG | ABU   |     | 120  | 6位   |
| 2023 | A523     | ルノー E-Tech RE23 1.6L V6 t | P      | 31  | オコン     | Ret | 8     | 14† | 1518 | 9    | C     | 3   | 8   | 8   | 147  | Ret   | Ret | 89    | 10   | Ret | Ret | 9   | 7Ret | Ret11 | 10  | 1014 | 4   | 12    |     | 120  | 6位   |
| 2023 | A523     | ルノー E-Tech RE23 1.6L V6 t | P      | 10  | ガスリー   | 9   | 9     | 13† | 1413 | 8    | C     | 7   | 10  | 12  | 1015 | Ret   | Ret | 113   | 3    | 16  | 6   | 10  | 129  | 67    | 11  | 713  | 11  | 13    |     | 120  | 6位   |
| 2024 | A524     | ルノー E-Tech RE24 1.6L V6 t | P      |     |            | BHR | SAU   | AUS | JPN  | CHN  | MIA   | EMI | MON | CAN | ESP  | AUT   | GBR | HUN   | BEL  | NED | ITA | AZE | SIN  | USA   | MXC | SAP  | LVG | QAT   | ABU | 65   | 6位   |
| 2024 | A524     | ルノー E-Tech RE24 1.6L V6 t | P      | 31  | オコン     | 17  | 13    | 16  | 15   | 1113 | 1015  | 14  | Ret | 10  | 10   | 1211  | 16  | 18    | 9    | 15  | 14  | 15  | 13   | 1815  | 13  | 213  | 17  | Ret14 |     | 65   | 6位   |
| 2024 | A524     | ルノー E-Tech RE24 1.6L V6 t | P      | 61  | ドゥーハン |     |       |     |      |      |       |     |     |     |      |       |     |       |      |     |     |     |      |       |     |      |     |       | 15  | 65   | 6位   |
| 2024 | A524     | ルノー E-Tech RE24 1.6L V6 t | P      | 10  | ガスリー   | 18  | Ret   | 13  | 16   | 1315 | 129   | 16  | 10  | 9   | 9    | 1012  | DNS | Ret   | 13   | 9   | 15  | 12  | 17   | 1214  | 10  | 37   | Ret | 59    | 7   | 65   | 6位   |
| 2025 | A525     | ルノー E-Tech RE25 1.6L V6 t | P      |     |            | AUS | CHN   | JPN | BHR  | SAU  | MIA   | EMI | MON | ESP | CAN  | AUT   | GBR | BEL   | HUN  | NED | ITA | AZE | SIN  | USA   | MXC | SAP  | LVG | QAT   | ABU | 20*  | 10位* |
| 2025 | A525     | ルノー E-Tech RE25 1.6L V6 t | P      | 10  | ガスリー   | 11  | DSQ12 | 13  | 7    | 17   | 138   | 13  | Ret | 8   | 15   | 13    | 6   | 10Ret | 19   |     |     |     |      |       |     |      |     |       |     | 20*  | 10位* |
| 2025 | A525     | ルノー E-Tech RE25 1.6L V6 t | P      | 7   | ドゥーハン | Ret | 1320  | 15  | 14   | Ret  | Ret16 |     |     |     |      |       |     |       |      |     |     |     |      |       |     |      |     |       |     | 20*  | 10位* |
| 2025 | A525     | ルノー E-Tech RE25 1.6L V6 t | P      | 43  | コラピント |     |       |     |      |      |       | 16  | 13  | 15  | 13   | 15    | DNS | 19    | 18   |     |     |     |      |       |     |      |     |       |     | 20*  | 10位* |

- 太字はポールポジション、斜字はファステストラップ。(key)
- † 印はリタイアだが、90%以上の距離を走行したため規定により完走扱い。
- ‡ ハーフポイント。レース周回数が75%未満で終了したため、得点が半分となる。
- 右上の小数字はスプリントの順位。
- 2023年エミリア・ロマーニャグランプリは集中豪雨のため中止。
- * - 今シーズンの順位（現時点）。